# 北海道道886号知来東線
北海道道886号知来東線（ほっかいどうどう886ごう ちらいひがしせん）は、北海道常呂郡佐呂間町内を結ぶ一般道道（北海道道）である。

## 概要

### 路線データ
- 起点：北海道常呂郡佐呂間町知来
- 終点：北海道常呂郡佐呂間町東（北海道道103号留辺蘂浜佐呂間線交点）
- 路線延長：4.6 km

## 歴史
- 1976年（昭和51年）3月31日 - 路線認定[1]。

## 地理

### 通過する自治体
- オホーツク総合振興局
  - 常呂郡佐呂間町

### 交差する道路
佐呂間町
- 北海道道103号留辺蘂浜佐呂間線 - 東（終点）